# Polom (Bratunac)
Pour les articles homonymes, voir Polom.
Polom (en serbe cyrillique : Полом) est un village de Bosnie-Herzégovine. Il est situé dans la municipalité de Bratunac et dans la république serbe de Bosnie. Selon les premiers résultats du recensement bosnien de 2013, il compte 222 habitants.

## Géographie
Polom est situé sur les bords de la Drina.

## Démographie

### Évolution historique de la population dans la localité
| 1948 | 1953 | 1961 | 1971 | 1981 | 1991 | 2013 |
| ---- | ---- | ---- | ---- | ---- | ---- | ---- |
| -    | -    | 491  | 537  | 510  | 436, | 222  |

|  |